# Владислав Ліс
Владислав Ліс (пол. Władysław Lis; 4 листопада 1911 , Венґлювка, Малопольське воєводство  — 26 жовтня 1980 , Краків ) — польський астроном-любитель, співвідкривач комети C/1936 O1 (Кахо-Козіка-Ліса) у 1936 році.

## Біографія
Народився 4 листопада 1911 року у Венґлювці, біля Касинини-Великої, в селянській родині. Закінчив початкову школу, і потім працював посильним на астрономічній спостережній станції на Любомирі. Пристрасний астроном, спостерігаючи за вченими, він сам навчився основних навичок ведення астрономічних спостережень. 17 липня 1936 відкрив нову комету. Приблизно одночасно ту ж комету відкрили Сігеру Кахо в Японії та Стефан Козік в СРСР. Нову комету назвали C/1936 O1 (Кахо-Козіка-Ліса). Після закінчення Другої світової війни переїхав до Кракова і працював у Національному гідрологічному та метеорологічному інституті. Закінчив середню школу та отримав атестат про середню освіту. Після закінчення курсів малювання працював в Бюро гірничих проєктів.
Помер 26 жовтня 1980 року в Кракові.